# Anopheles fuscivenosus
Anopheles fuscivenosus är en tvåvingeart som beskrevs av Herbert Sefton Leeson 1930. Anopheles fuscivenosus ingår i släktet Anopheles och familjen stickmyggor. Inga underarter finns listade i Catalogue of Life.